# Naemosphaerella ceratophora
Naemosphaerella ceratophora är en svampart som först beskrevs av Speg., och fick sitt nu gällande namn av Petr. & Syd. 1927. Naemosphaerella ceratophora ingår i släktet Naemosphaerella, divisionen sporsäcksvampar och riket svampar.   Inga underarter finns listade i Catalogue of Life.